# ГНУ научна библиотека
ГНУ научна библиотека је софтверска библиотека за математичке прорачуне у примењеној математици и физици. Написана је у програмском језику Ц као део ГНУ пројекта. Издата је под ГНУ генералном лиценцом. То је софтвер који омогућава употребу преко хиљаду различитих математичких операција.

## Историја
Пројекат ГНУ научне библиотеке су започели физичари Марк Галаси и Џејмс Тајлер 1996. године у Националној лабораторији Лос Аламоса. Њихов циљ била је модерна замена застарелих фортран библиотека као што је Нетлиб. Они су направили општи дизајн и почетне модуле, а након тога су регрутовали и друге научнике.

## Карактеристике
- Основне математичке функције
- Комплексни бројеви
- Полиноми
- Специјалне функције
- Вектори и матрице
- Пермутације
- Комбинације
- Сортирање
- Уређени парови
- Линеарна алгебра
- Основни потпрограми за линеарну алгебру
- Нумеричка интеграција
- Фуријеове трансформације
- Генератор насумичног броја
- Псеудо-насумични низ
- Статистике
- Хистограми
- Н-торке
- Монте Карло интеграција
- Обичне диференцијалне једначине
- Интерполација
- Нумеричка диференцијација
- Чебишевљеве неједнакости
- Дискретна Хенкелова трансформација
- Кореновање
- Физичке константе